# Friedrich Konrad Gadebusch
Friedrich Konrad Gadebusch (* 29. Januar 1719 in Altefähr, Rügen; † 20. Juni 1788 in Dorpat, Livland) war ein deutsch-baltischer Historiker und Jurist.

## Leben
Friedrich Konrad Gadebusch studierte Jura, Geschichte und Philosophie an der Universität Greifswald und der Königlichen Albertus-Universität Königsberg, bevor er 1748 als Hauslehrer nach Livland kam, das damals zum Russischen Kaiserreich gehörte. In der livländischen Stadt Dorpat hatte er ab 1750 verschiedene Gerichtsämter inne, war ab 1767 als Deputierter der Stadt Mitglied der Gesetzbuch-Kommission in Moskau und von 1771 bis 1783 Justizbürgermeister.
Gadebusch gilt als der Vater der modernen Geschichtsschreibung Livlands. Aus den Jahren 1749 bis 1783 sind knapp 1500 von ihm geordnete Schriftstücke und Briefe überliefert. Seine Korrespondenzpartner kamen überwiegend aus den drei Ostseeprovinzen, aber auch aus Deutschland, Schweden, Polen, Russland und Schottland. Nach seinem Tod gelangten sie in den Besitz seines Schwiegersohns Johann Martin Hehn. Seit 1935 befinden sie sich im Historischen Staatsarchiv Lettlands in Riga. Im Jahr 1940 wurde die Korrespondenz im Rahmen der Umsiedlung der Deutschbalten von der Deutschen Archivkommission verfilmt. Die Filme sind heute Bestandteil der Dokumentensammlung des Herder-Instituts (DSHI). 
Er war ein Onkel des pommerschen Staatsrechtlers und Historikers Thomas Heinrich Gadebusch.

## Schriften
- Abhandlung von Livländischen Geschichtschreibern. Johann Friedrich Hartknoch, Riga 1772.
- Versuche in der livländischen Geschichtskunde und Rechtsgelehrsamkeit, 2 Bände. Riga 1779.